# Yahuarcocha
Le Yahuarcocha (orthographe espagnole du nom kichwa Yawarkucha signifiant « mer de sang », plus anciennement orthographié Yaguarcocha) est un lac situé à une altitude de 2 200 m, dans la province d'Imbabura, au nord de l'Équateur.

## Activité économique

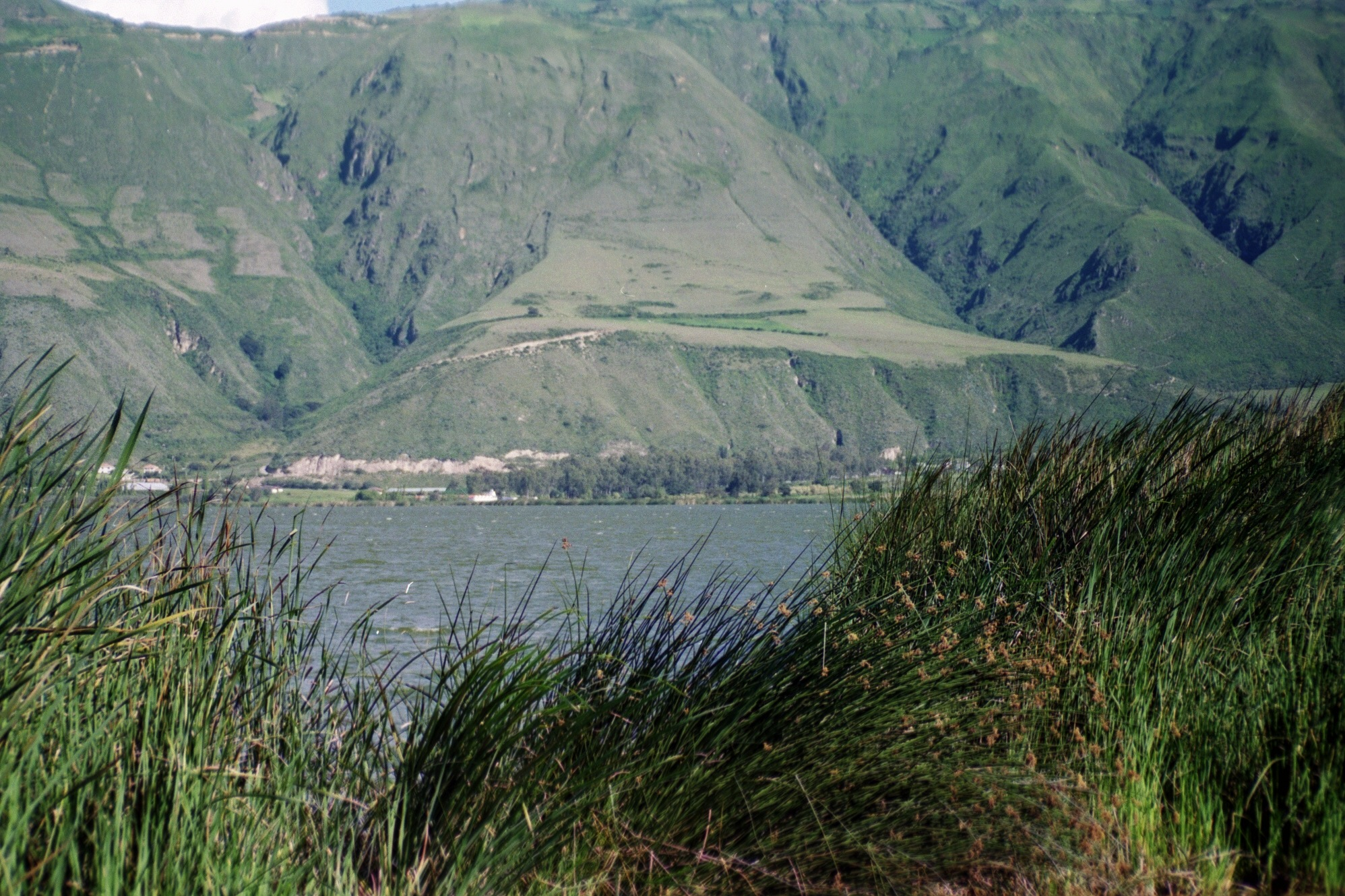
Le lac, avec de la totora au premier plan.

Proche d'Ibarra, il en est actuellement la principale attraction touristique, avec près de 20 000 visiteurs chaque weekend. Ce tourisme de masse et la pollution due aux rejets des eaux usées d'Ibarra menace l'équilibre écologique du lac. La pêche ainsi que la culture de la totora, espèce de jonc utilisé dans l'artisanat, sont en fort déclin.

## Histoire

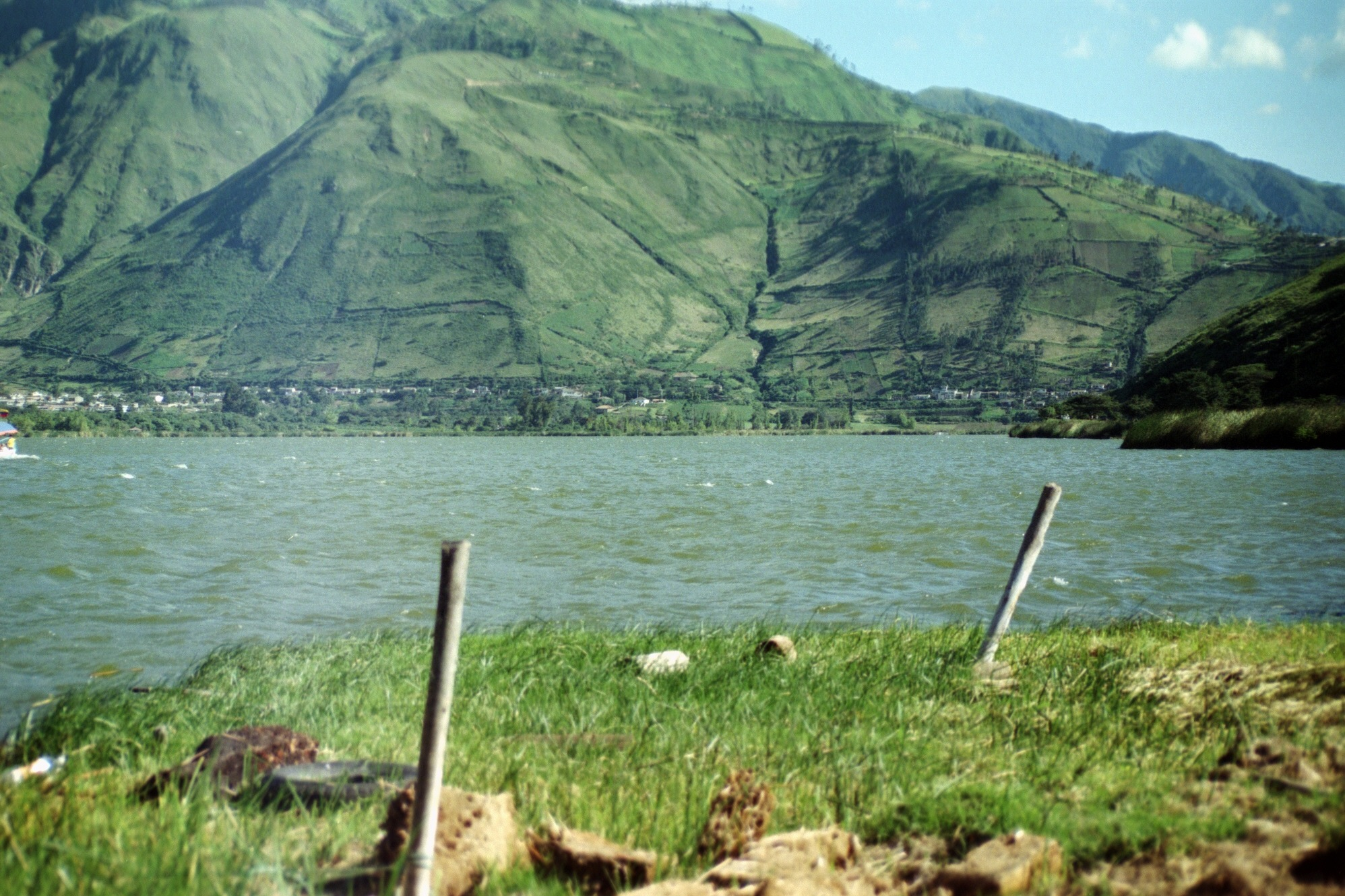
Vue sur le lac.

Vers 1500, les forces de Huayna Capac ont massacré les Otavalos de Cayambe, consacrant ainsi la conquête définitive du nord de l'Équateur par les Incas. À l'issue de ce massacre, les corps de plus de 20 000 hommes ont été jetés dans le lac Yahuarcucha, selon le chroniqueur Pedro Cieza de León, (et même 50 000 selon un autre chroniqueur anonyme du XVIe siècle), ce qui expliquerait que le lac ait été nommé depuis « Yawarkucha », qui signifie « lac de sang » en kichwa ; l'ancien nom du lac était Cochacaranqui, selon Waldemar Espinoza Soriano. Ce massacre a entraîné une telle baisse de la proportion masculine de la population locale que l'organisation sociale traditionnellement consanguine en ayllu a dû être adaptée.